# Тисовая роща
Тисовая роща — действующий биологический памятник природы, расположенный в Ачхой-Мартановском районе Чечни. Имеет площадь 19 гектаров. На территории произрастает тис ягодный, имеющий красивую и стойкую к гниению древесину. Тис ягодный занесён в Красную книгу Чечни.
С 2006 года роща имеет статус особо охраняемой природной территории республиканского значения.